# Talk (canción)
«Talk» —en español: «Hablemos»— es una canción de la banda inglesa Coldplay. Construida sobre un motivo extraído de la canción de 1981 de Kraftwerk «Computer Love», todos los miembros de la banda colaboraron en su escritura y figura en su tercer álbum de estudio, X&Y. En Estados Unidos entró en la posición 86 de Billboard Hot 100 y en el resto del mundo su éxito fue variado, llegando al segundo puesto en las listas de los Países Bajos.
La canción en general recibió valoraciones positivas en las que se destacan su melodía y su memorable letra. "Talk" y su remezcla "Thin White Duke" recibieron nominaciones para los premios Grammy de 2007, siendo este último el ganador en la categoría de mejor grabación remezclada no clásica.

## Historia
Coldplay había tenido dificultades durante meses con las sesiones de grabación, así como para lograr el sonido que querían para esta canción. La banda era escéptica en cuanto añadir "Talk" a la lista de canciones definitiva de su tercer álbum.  Durante las sesiones de grabación, en las que la banda descartó gran parte del material que había reunido, la canción fue dejada de lado cuando se empezó a producir versiones poco desarrolladas del álbum para enseñárselo a su discográfica Parlophone. Sin embargo, se la incluyó luego de que se la mezclara correctamente.
Durante una entrevista con NME, el cantante Chris Martin dijo que "desde esta versión [la que la revista escuchó cuando fue al estudio] volvimos [a ella] e hicimos algo totalmente distinto. Toda una nueva canción. Lo que pasó con 'Talk' es que todo estaba yendo genial y luego alguien dijo 'éste debería ser el primer sencillo' y nosotros simplemente enloquecimos. [...] Recién la habíamos mezclado y ya sonaba excelente. Creo que nos costó mucho llegar a ese lugar, ya nadie sabía qué más hacerle.  Cuando escuchamos [la versión definitiva], sonaba [grandiosa]".
La banda recibió permiso del grupo de música electrónica alemán Kraftwerk para usar el ostinato principal de su canción "Computer Love" ("Computerliebe" en alemán en el original), perteneciente a su álbum de 1981 Computer World  (Computerwelt en el original). Coldplay reemplazó el sintetizador por guitarra eléctrica en su canción.
La banda grabó tres versiones separadas del sencillo; la que está presente en X&Y se basó en una de las primeras grabaciones del tema. Una versión más reciente de la canción, con una letra diferente, se infiltró en Internet a comienzos de 2005. Sin embargo, originalmente estaba previsto que sea el lado B del sencillo "Speed of Sound", antes de volverse la última pista añadida a la lista de canciones de X&Y.

## Estructura

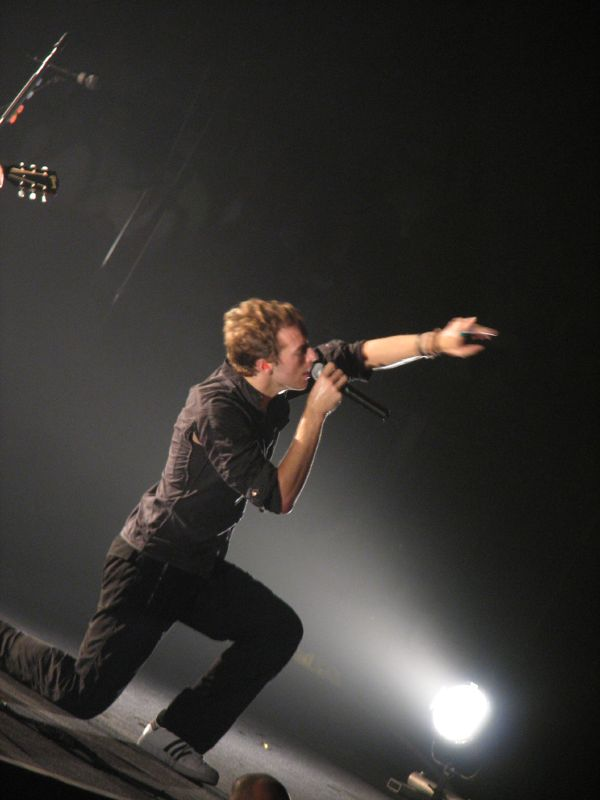
Chris Martin interpretando la canción durante la gira de Coldplay Twisted Logic Tour.

La canción está construida en base al tema "Computer Love" del grupo Kraftwerk (1.981), con un ostinato simple de guitarra interpretado por Jon Buckland. El tema incluye un pulso muy marcado, con Will Champion agregándole con la batería un acompañamiento metronómico a la canción. Presenta además un notable uso de sintetizadores, heredado de la canción de Kraftwerk, pero a su vez añade notas repiqueteantes y riffs más abrasivos hacia el final de esta.
En el segundo verso de la cuarta estrofa, Martin aplica un poco de ironía: "Or write a song nobody had sung/Or do something that's never been done" ("O escribir una canción que nadie haya cantado/O hacer algo que nunca haya sido hecho").  En el tercer verso de la tercera estrofa, hace referencia al miedo, pero luego da a la letra un toque de humor: "Tell me how do you feel?/Well I feel like they're talking in a language I don't speak/And they're talking it to me" ("Dime ¿Cómo te sientes?/Bueno, siento que están hablando un idioma que no entiendo/Y están hablándome"). En la quinta estrofa, Martin resume la historia de un individuo que está perdido y quiere descubrir algo que ignora: "So you don't know where you're going/But you want to talk/And you feel like you're going where you've been before/You'll tell anyone who will listen but you feel ignored" ("Así que no sabes adónde vas/Pero quieres hablar/Y quisieras regresar a donde estabas antes/Serías capaz de contarle a cualquiera que quisiera escuchar pero te sientes ignorado").
Según Josh Tyrangiel de la revista Time, el sentido de "Talk" se basa en como Martin "quiere enseñarnos cómo debemos sentirnos mejor [con respecto a] nosotros mismos, sus consejos tienen superioridad moral combinada con sensibilidad que [marcan similitudes con] Bono".

## Lanzamiento
Coldplay lanzó "Talk" en Gran Bretaña y Estados Unidos el 19 de diciembre de 2005 como el tercer sencillo del álbum, con "Gravity" y "Sleeping Sun" como lados B.
"Talk" llegó al décimo puesto en la UK Singles Chart el 31 de diciembre de 2005. Además, ocupó el puesto 86 en el Billboard Hot 100 y el 5 en el Billboard Hot Modern Rock Tracks en 2005. También se la lanzó en los Países Bajos, llegando al primer puesto en la última semana de ese año. La banda tocó el tema en la edición de los premios de MTV en Lisboa, Portugal y la entrega de los premios Grammy de 2006 en Los Ángeles, California.

### Recepción

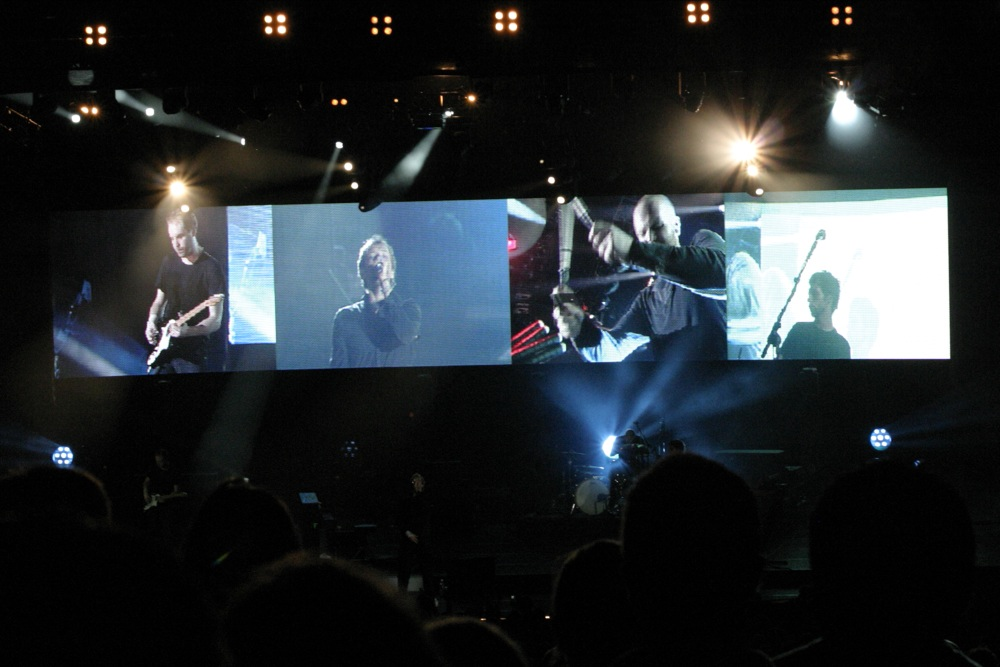
Coldplay interpretando "Talk" en Kansas.

En general, el sencillo recibió críticas positivas. En la revisión del álbum de PopMatters, el crítico Adrian Begrand comentó: "Este es el excelente y muy comentado sencillo 'Talk', en el que la banda muestra una tremenda creatividad, orientándose hacia el krautrock de mediados de la década de 1970 y creando una alegre canción pop". Bud Scoppa, de la revista Paste dijo que "'Talk' sobresale como un himno en un álbum lleno de ellos". Dan Tallis, de la BBC expresó que la canción es "fantástica" y "positivamente gigantesca". Además, Jonathan Keefe, de la revista Slant opinó que: "'Talk' posee una de las melodías más memorables del álbum, pero el impacto [que causa] es reducido con la estructura de la canción, en la que la guitarra repite la melodía de la voz de Martin en cada verso, lo que hace que se vuelva cansadora después del primer estribillo".
La canción fue remezclada por Jacques Lu Cont, bajo el título de "Talk (Thin White Duke Remix)", e incluso ganó en la categoría de mejor grabación remezclada no clásica en la entrega de los premios Grammy de 2007. "Talk" también recibió una nominación para estos premios en la categoría de mejor interpretación de rock de un dúo o grupo con vocalista.
La canción ha sido la base de una falsa canción llamada "Talk to David", creada por el periódico británico The Guardian con el fin de ser una broma para el pescado de abril. Su letra tiene como finalidad brindar apoyo al líder del Partido Conservador opositor David Cameron. La canción ha aparecido en el episodio "Jamalot", perteneciente a la segunda temporada de CSI: Nueva York, en el que el personaje Danny Messer tiene la canción como ringtone en su teléfono celular. La discográfica estadounidense de la banda, Capitol Records pagó para que la canción sonara en dicha serie y para que uno de los personajes hablara de Coldplay.

## Video promocional
El video promocional de "Talk" fue dirigido por Anton Corbijn, quien ya había dirigido el video para "All These Things That I've Done", de la banda estadounidense de rock alternativo The Killers.
Su rodaje tuvo lugar el 5 y 6 de noviembre de 2005 en los Ealing Studios, en Londres, justo antes de que Coldplay comenzara su gira, Twisted Logic Tour. El video, en blanco y negro, evoca una película de clase B de ciencia ficción, con elementos que van desde un plato volador a anteojos 3D. Su trama central muestra a los miembros de la banda como astronautas aterrizando en un planeta desconocido donde reactivan un robot durmiente, que hacia el final los ingiere junto a su nave espacial cuando tratan de escapar.

## Lista de canciones
| CD Promocional del Reino Unido |                     |          |  |
| N.º                            | Título              | Duración |  |
| 1.                             | «Talk» (Radio Edit) | 4:27     |  |

| Vinilo de 7 pulgadas R6679 |                     |          |  |
| N.º                        | Título              | Duración |  |
| 1.                         | «Talk» (Radio Edit) | 4:03     |  |
| 2.                         | «Gravity»           | 6:12     |  |

| CD CDR6679 |                     |          |  |
| N.º        | Título              | Duración |  |
| 1.         | «Talk» (Radio Edit) | 4:27     |  |
| 2.         | «Sleeping Sun»      | 3:09     |  |

| DVD DVDR6679 |                                          |          |  |
| N.º          | Título                                   | Duración |  |
| 1.           | «Talk» (Radio Edit)                      | 4:27     |  |
| 2.           | «Gravity»                                | 6:17     |  |
| 3.           | «Talk» (Video)                           | 4:59     |  |
| 4.           | «Speed of Sound» (Video)                 | 4:27     |  |
| 5.           | «Escenas del detrás de cámara del video» | 2:00     |  |

| CD Australia (Capitol C2-50717) |                     |          |  |
| N.º                             | Título              | Duración |  |
| 1.                              | «Talk» (Radio Edit) | 4:27     |  |
| 2.                              | «Sleeping Sun»      | 3:09     |  |
| 3.                              | «Gravity»           | 6:21     |  |

| Países Bajos CD1 |                                                    |          |  |
| N.º              | Título                                             | Duración |  |
| 1.               | «Talk» (Radio Edit)                                | 4:27     |  |
| 2.               | «Swallowed In The Sea» (Live In Holland)           | 3:09     |  |
| 3.               | «God Put A Smile Upon Your Face» (Live In Holland) | 4:23     |  |

| Países Bajos CD2 |                                |          |  |
| N.º              | Título                         | Duración |  |
| 1.               | «Talk» (Album Version)         | 5:11     |  |
| 2.               | «Square One» (Live In Holland) | 5:14     |  |
| 3.               | «Clocks» (Live In Holland)     | 7:06     |  |

| Países Bajos CD3 |                                       |          |  |
| N.º              | Título                                | Duración |  |
| 1.               | «Talk» (Live In Holland)              | 5:20     |  |
| 2.               | «'Til Kingdom Come» (Live In Holland) | 4:27     |  |
| 3.               | «Fix You» (Live In Holland)           | 7:10     |  |

| CD Promocional de Estados Unidos |                        |          |  |
| N.º                              | Título                 | Duración |  |
| 1.                               | «Talk» (Radio Edit)    | 4:32     |  |
| 2.                               | «Talk» (Album Version) | 5:11     |  |

| Remixes |                              |          |  |
| N.º     | Título                       | Duración |  |
| 1.      | «Talk» (Junkie XL)           | 11:46    |  |
| 2.      | «Talk» (François K Dub)      | 9:07     |  |
| 3.      | «Talk» (Thin White Duke Mix) | 8:28     |  |

| Remixes Promo CD |                                   |          |  |
| N.º              | Título                            | Duración |  |
| 1.               | «Talk» (François Kevorkian Remix) | 9:09     |  |
| 2.               | «Talk» (François Kevorkian Dub)   | 9:01     |  |
| 3.               | «Talk» (Junkie XL Remix)          | 11:48    |  |
| 4.               | «Talk» (Junkie XL Dub Remix)      | 11:42    |  |
| 5.               | «Talk» (Thin White Duke Remix)    | 8:48     |  |

## Posiciones en las listas
| Listas (2005)                    | Mejor posición |
| -------------------------------- | -------------- |
| Lista australiana                | 20             |
| Austria (Ö3 Austria Top 40)      | 24             |
| Dinamarca (Tracklisten)          | 14             |
| Países Bajos                     | 2              |
| Francia (SNEP)                   | 34             |
| Lista irlandesa                  | 18             |
| Nueva Zelanda                    | 20             |
| Polonia                          | 1              |
| Reino Unido (UK Singles Chart)   | 10             |
| Billboard Hot 100                | 86             |
| Billboard Hot Dance Club Play    | 151 1 2        |
| Billboard Hot Modern Rock Tracks | 5              |
| Billboard Pop 100                | 92             |

Notas:
- 1 - Remezclas de Francois K./Junkie XL
- 2 - Remezclas de Junkie XL/Francois K./J. Lu Cont